# Transaction Processing Performance Council
Le Transaction Processing Performance Council (TPC) est un organisme à but non lucratif dont l'activité consiste à élaborer des tests de performance de systèmes informatiques transactionnels. Les éditeurs publient régulièrement les records atteints lors de mesures (benchmark), en particulier pour le plus utilisé, le TPC-C.

## Historique
Dans les années 1980 les constructeurs avaient chacun leur propre système de mesure de puissance de machine, ce qui ne permettait pas de les comparer entre eux. En 1985, Jim Gray a publié un article intitulé "A Measure of Transaction Processing Power" (Une mesure de puissance de système transactionnel).
Le TPC en tant qu'organisme a été créé en 1988 par huit compagnies. Les premiers résultats TPC-A ont été annoncés en juillet 1990.
Par la suite d'autres systèmes ont été mis au point pour mesurer d'autres points de vue, comme par exemple la performance en client-serveur.
L'originalité des classements du TPC est de publier non seulement des tableaux de puissance relative, mais aussi des tableaux faisant intervenir le ratio performance/coût.

## Différents tests

### Standards actuels
- TPC-C[4], le plus répandu. Il en existe des implémentations en open source[5].
- TPC-E[6]
- TPC-H pour l'Informatique décisionnelle[7]

### Standards obsolètes
- TPC-A (95 % des transactions doivent s'exécuter en moins d'une seconde)
- TPC-B
- TPC-D
- TPC-R
- TPC-W